# Linda Maria Baros
Linda Maria Baros, född 6 augusti 1981 i Bukarest, är en rumänsk-fransk poet, översättare och litteraturkritiker i franska och rumänska språk. Hon bor i Paris.
Linda Maria Baros studerade fransk litteratur på Université Paris-Sorbonne i Paris och är fil.dr vid Sorbonne, där hon doktorerade på erotisk myt. Hennes böcker har fått stor genomslagskraft i både Frankrike och utlandet genom sin vardagsrealism.

Hennes mest kända diktsamling är La Maison en lames de rasoir som belönades med Guillaume Apollinaire-priset 2007.
Hennes poesi har publicerats i över 25 länder.

## Verk

### Diktsamlingar
- L'Autoroute A4 et autres poèmes (Motorvägen A4 och andra dikter), Cheyne éditeur, Frankrike, 2009, ISBN 9782841161478
- La Maison en lames de rasoir (Huset tillverkat av rakblad), Cheyne éditeur, Frankrike, 2006, ISBN 9782841161164, republished in 2008
- Le Livre de signes et d'ombres (Boken om tecken och skuggor), Cheyne éditeur, Frankrike, 2004. ISBN 9782841160969
- Poemul cu cap de mistret (Dikten med ett vildsvinshuvud), Edituea Vinea, Bukarest, Rumänien, 2003
- Amurgu-i departe, smulge-i rubanul!  (The Sunset is Far Away, Rip off His Ribbon! ), Bukarest, Rumänien, 2001.

### Översatta verk
- till bulgariska – Къща от бръснарски ножчета, diktsamling, översatt av Aksinia Mihailova, FLB (Fondation pour la Littérature Bulgare), Sofia, Bulgarien, 2010
- till rumänska – Casa din lame de ras, diktsamling, Editura Cartea Româneasca, Rumänien, 2006
- till rumänska – Dictionarul de semne si trepte, diktsamling, Editura Junimea, Rumänien, 2005